# 佐渡弁
佐渡弁（さどべん）は、新潟県の佐渡島で用いられている日本語の方言のひとつである。日本海航路を通じて京言葉の影響を強く受けている。

## 特徴
|          |     |            | 京阪式 | 佐渡北部・南部 | 佐渡中央部 |
| -------- | --- | ---------- | ------ | -------------- | ---------- |
| 二拍名詞 | 1類 | 顔・風・鳥 | H●●    | ●              | ●●         |
| 二拍名詞 | 2類 | 音・石・紙 | H●○    | ●○             | ●○         |
| 二拍名詞 | 3類 | 犬・月・花 | H●○    | ●○             | ●○         |
| 二拍名詞 | 4類 | 糸・稲・空 | L○○    | ●●             | ●●         |
| 二拍名詞 | 5類 | 雨・声・春 | L○●    | ●              | ●●         |

- 文法的には、断定の助動詞に「だ」を用いる以外は全般に西日本的で、西日本方言の北陸方言に属している。新潟県のうち、佐渡を除く地域（越後）は、東日本方言に属する（越後方言参照）。
- アクセントは、大きく、中央部と、北部・南部とに分けられる。二拍名詞でみると、「川」などの2・3類が頭高型（かわが）、「笠」などの4類が平板型（かさが）になる点で京阪式アクセントに近い。一方、「風」などの1類と、「雨」などの5類が同じアクセントになる点が特殊で、北部・南部では尾高型（かぜが、あめが）、中央部では4類と同じく平板型になる[1]。これは京阪式アクセントに近いが佐渡独自のものである。
- 一人称を「おれ」二人称を「おめ」と言う。
- 語尾に「～だっちゃ」・「～っちゃ」を付ける。

## 語彙
- 〜けも → ～けど（そうらけもど＝そうだけど）
- ～のん → ～なの（そのんのん＝そんなの）
- ～ちょん → ～そんな（ちょんのん言うて、ちょんこと言うて＝そんなこと言って）
- ～てー → ～たい（重てー＝重たい、そうしてー＝そうしたい）
- ～とる → ～てる（考えとる＝考えてる、そうしとる＝そうしてる）
- ～ねー → 無い（否定の意味。金んねー、重とうねー、寝むてぇねー）
- ～ちゃ → ～です
- ～らち → ～たち（おいらち＝私たち、おめらち＝あなたたち）
- ～んもん → ～の人（おんなんもん＝女の人、おとなんもん＝大人の人）
- あつごい → 厚い
- いうてかす → 言って聞かす、説教する
- おそんげえ・おそげえ → 怖い、恐ろしい
- おぞい → 悪い、良くない、おぞましい
- おめ → あなた、君、おまえ。（年齢不問で使う。おめ、なにんはやっとんのんやー）
- かじる → 引っ掻く（ねこん、かじられた → 猫に、引っ掻かれた）
- かじる → 食べる（ねずみん、かじられた → 鼠に、食べられた）
- がめ → あほ、ばか （相手をどなるときに使う）
- がんぞく → 夢も希望もない。どうしようもない。
- くじる → つねる、ひねる
- こーえー → 強（こわ）い、硬い
- こーこー → たくわん
- さどうちもん → 佐渡島内の人
- しなしな → そろそろ、ゆっくり

```
(しなしな、終わらんかさ ＝ そろそろ、終わりましょう）
```

- しゃつける → 叩く、殴る　〈「正気付ける」が語源か？〉

```
(そのんこと、ゆーとると、しゃつけるぞー ＝ そんなこと、言ってると、殴りますよ）
```

- しぶてー、しびてー、ちゅぶたい → 冷たい（こら、やぼん、しびてーなぁー）
- じんのび、じょんのび → リラックス
- すたく → 泣く
- たきもん → 焚き物
- だちかん → らちがあかない、ダメ。（だっちゃかん、らっちゃかん、らちかん）

（そのんもんじゃ、だっちゃかんじぇ ＝ そんなものでは、だめですよ）
- たびんもん → 島外の人（旅の者）
- たぼうとく → とっておく
- だんだん → ぼちぼち、そろそろ

(だんだん、帰らんならん ＝ そろそろ、帰らなければ、いけません)
- てえそい、てえすい、てえしい→ 大層（たいそう）、だるい、疲れた、しんどい
- ねぶいち、ねぶち → 湿疹、できもの（よく尻にできる）
- ねまる → 座る （ねまれっちゃ、やー ＝ 座りなさい、よ）
- はしけー → 芒（はしか）い、イガイガする、俊敏、うっとうしい
- はやる → 生意気がる、騒ぐ、先走る、調子に乗る
- びちゃる → 捨てる
- ぶすいろ → 附子（ぶす）色、紫っぽい色（人体を指して、たとえば痣とか）
- びんこー → ひたい

（びんこー、ぶって、ぶすいろん、なったーさー ＝ 額を、ぶつけて、痣が、できました）
- ほたく → 騒ぐ、暴れる
- むっさんこ → ものすごく、とても、むちゃくちゃ
- むつごい → あまったるい、脂っこい、気持ち悪い、もういい!
- もつけねぇ → かわいそう
- やぼ → 野暮、すごく、ひどく（やぼん、ほてーとるっちゃ。そらやぼらっちゃ）
- よんどこねえ → 拠所（よりどころ）が無い、申し訳ない、恥ずかしい
- しょうしねえ → 笑止、申し訳ない、恥ずかしい

### 両津地方
- まます → 片付ける、捨てる
- ～だし（だすけん） → ～だから

### 相川地方
- ちょっぺ、(出っ張ったもの、軒など)
- っとめ、こらけん、こいらけん ～っと（行こうっと＝行こうっとめ。帰ろっと＝帰ろうっとめ）
- こいだけ、こらけん、こいらけん→ これだけ（それだけ＝そらけん。どれだけ＝どらけん。あれだけ＝あらけん）
- ～らし（らすけん） → であるから。
- なー→あなた

おん→わたし
じぇ→家

### 真野地方
- あこ → あそこ (あこんのん、びちゃって、くりー ＝ あそこのを、捨てて、ください)
- そのん → そんな（そのんこた、ねーけもさ ＝ そんなことは、ないですけどね）
- そんけ → それだけ（そんけ、あらぁ、いいけも ＝ それだけ、あれば、良いですが）
- ～ならん → ～いけない（やらん、ならん ＝ やらなければ、いけない）
- やんべん、やんべと → ちゃんと、しっかり

```
（やんべん、しんきゃぁ、だめらんねんさ ＝ ちゃんと、しないと、ダメじゃないですか）
```

- どうでも、どうれも、どぬんでも → どうしても

```
（どうれも、やらんと、らちかん ＝ どうしても、やらなければ、なりません）
```

- どいれも → どれでも（どいれも、いいじぇ ＝ どれでも、良いですよ）
- じくるう → 必死、あがく (そのん、じくるわんでも、いいんねかんさー)
- どい → どう

```
（単独では使わない、どいんらさ ＝ どうしたのですか？、どいのん ＝ どうなってるの？）
```

- わが → 自分、私
- おれ → 自分、私（女性も使う。おれんのん ＝ 私のもの、おれんとこ＝私のところ）
- おい → 自分、私（おいらち ＝ 私たち）
- よのもん、よのんもん → よその人、よその人たち
- どし → 同士、友達
- あか → 赤ん坊
- とーさん → 家の主人、旦那さん、男の人
- かーさん → 家の主婦、奥さん、女の人
- あんちゃん → （若い）男の人、息子
- あねさん → （若い）お嫁さん、（若い）女の人、娘
- じーじー → お爺さん
- ばーばー → お婆さん
- ほときさん → 仏さん（仏壇）
- さみしねぇ、さびしねぇ → 寂しい
- ねぶてぇ、ねむてぇ → 眠たい
- けなりぃ → 異（け）なりい、うらやましい

```
（けなりぃて、けなりぃて、らちかん ＝ うらやましくて、うらやましくて、どうしようもない）
```

- おもしぃ → おもしろい
- おもてぇ、おぼてぇ → 重い
- かーりぃ → 軽い
- とぉくい → 遠い
- ちかしぃ → 近い
- ふるしぃ → 古い、旧い
- はがいー → 歯痒い（はがゆい）、不満、イライラすること
- かんねん → 観念、ごめんなさい（かんねんな ＝ ごめんなさいね）
- かつける、かっつける → ～のせいにする、(罪を)なすりつける
- でえなく、ええなく → もうすぐ
- でえどこ → 台所
- じょーり、じょり → 草履
- たらみざ → 地面、板の間
- えんばさき → 玄関
- しんどー →国道350号
- なんともねぇ → 何ともない、大丈夫、どうってことない
- ううやり → ひとだんらく、安心
- うう → 背負う、おんぶ（あかうう ＝ 赤ん坊をおんぶする）
- おつくべえ → 正座
- ずろてぇ → なまける、なまけもの
- いざる、えざる → 動く、ずり動く (あら、ずろてーんもんし、じぇんじぇんいざらせん)
- こくる → 擦る
- たく → 焚く、沸かす（ふろ、てーて、くりぃ ＝ 風呂を、沸かして、ください）
- はたく → 手でたたく、しばく
- くらしつける → ぶん殴る
- うしろこうべ → 後頭部
- つばき → 唾
- めんたん → 目玉
- きんたん → 金玉
- ちんちん → 男性器
- まんまん → 女性器
- できもん → おでき、湿疹
- たんく、たんける → 持つ、担ぐ、背負う（たんけて、くりぃ ＝ 担いで、ください）
- けつまづく → 躓く（つまづく）
- ほこる → 放る、捨てる
- よた → 与太、悪さ、いたずら
- えしゃく → よけいなこと、大きなお世話 (えしゃく、ら ＝ よけいなこと、ですよ)
- えぞい、おぞい → 悪い、気まずい、ダメ
- へご → ずれた状態、変な状態
- よぼる → 呼ぶ（よぼってこい ＝ 呼んできなさい）
- がめ → ダメなやつ、どうしようもないやつ（に対する罵り)
- あぁーいやぁー → なんてこった！
- こびしょねぇ → 不潔、汚い
- ぬくい → 温（ぬく）い、暖かい（きょーわー、やぼん、ぬくいっちゃなぁ ＝ 今日は、やけに、暖かい日ですね）
- ぬくとまる → 暖まる（こたつぅへぇって、ぬくとまらんかさ）
- ぬくとめる → 加熱する（料理とかで）
- ひやかす → 冷やす
- さーみー、さみー、さーびー、さびー → 寒い
- ひとしぶ、ひっとしぶ → ずぶ濡れ
- たっち → ももひき
- さるまた → （男性の）パンツ
- しみず → シュミーズ（女性の下着）
- じぇん → お金、銭（ぜに）
- しんげぇじぇん、しんげじぇん → 尊いお金、大事なお金
- ひぼ → 紐
- べーた → 木の板
- たきもん →焚き物、薪、燃やす物
- ゆう → 結う、結ぶ、組み立てる
- じょろ → 如雨露（じょうろ）
- べと → 泥
- はぜ → 稲を干す為の丸木組み（新潟市周辺では「はざ木」)、竹を使う場合もある
- ころ → 田植えの間隔を印付ける六角形の木枠
- こびり → 農作業休憩時の軽食、おやつ
- まま → ご飯、食事

```
（まま、くわんかさ ＝ ご飯を、食べませんか。まま、らーじぇ ＝ 食事、ですよ）
```

- ええのかぜ → 北西の風（吹くと天気が悪くなる)
- でーぼーあみ → 大謀網（魚を捕る、定置網の一種）
- はかめーり → 墓参り
- ふるめえ → 皆を招いて酒、飯を振る舞うこと（祝い事限定）
- どぅ／つぅ → 朱鷺
- いん → 犬（あかいん ＝ 赤犬）
- ぶちねこ → 汚い猫、虎縞の猫、他人を揶揄する際に使うこともある
- びちゃりねこ → 捨て猫
- むいな、むじな → 狸、化け狸（伝承)
- ありんじょ → 蟻
- ども → ほっけ（魚）
- こうぐり → かわはぎ（魚）
- はちめ → メバル（魚）
- ちんでえ → 黒鯛（魚）
- いら → 行灯くらげ（小型。8月中旬以降大発生して泳げなくなる）
- けーけー → 貝、貝遊び
- かんらん → キャベツ
- でーこん → 大根
- ごんぼ → 牛蒡（ゴボウ）
- にどいも、にろいも → じゃがいも
- なんばん、あおなんばん → ピーマン
- あかなんばん → 赤唐辛子
- えちご → 苺（いちご）

### 南部地方
- ～けん → であるから